# Parc national Garig Gunak Barlu
 (décembre 2021).
La mise en forme du texte ne suit pas les recommandations de Wikipédia : il faut le « wikifier ».
Les points d'amélioration suivants sont les cas les plus fréquents. Le détail des points à revoir est peut-être précisé sur la page de discussion.
- Les titres sont pré-formatés par le logiciel. Ils ne sont ni en capitales, ni en gras.
- Le texte ne doit pas être écrit en capitales (les noms de famille non plus), ni en gras, ni en italique, ni en « petit »…
- Le gras n'est utilisé que pour surligner le titre de l'article dans l'introduction, une seule fois.
- L'italique est rarement utilisé : mots en langue étrangère, titres d'œuvres, noms de bateaux, etc.
- Les citations ne sont pas en italique mais en corps de texte normal. Elles sont entourées par des guillemets français : « et ».
- Les listes à puces sont à éviter, des paragraphes rédigés étant largement préférés. Les tableaux sont à réserver à la présentation de données structurées (résultats, etc.).
- Les appels de note de bas de page (petits chiffres en exposant, introduits par l'outil «  Source ») sont à placer entre la fin de phrase et le point final[comme ça].
- Les liens internes (vers d'autres articles de Wikipédia) sont à choisir avec parcimonie. Créez des liens vers des articles approfondissant le sujet. Les termes génériques sans rapport avec le sujet sont à éviter, ainsi que les répétitions de liens vers un même terme.
- Les liens externes sont à placer uniquement dans une section « Liens externes », à la fin de l'article. Ces liens sont à choisir avec parcimonie suivant les règles définies. Si un lien sert de source à l'article, son insertion dans le texte est à faire par les notes de bas de page.
- La présentation des références doit suivre les conventions bibliographiques. Il est recommandé d'utiliser les modèles {{Ouvrage}}, {{Chapitre}}, {{Article}}, {{Lien web}} et/ou {{Bibliographie}}. Le mode d'édition visuel peut mettre en forme automatiquement les références.
- Insérer une infobox (cadre d'informations à droite) n'est pas obligatoire pour parachever la mise en page.

Pour une aide détaillée, merci de consulter Aide:Wikification.
Si vous pensez que ces points ont été résolus, vous pouvez retirer ce bandeau et améliorer la mise en forme d'un autre article.
Garig Gunak Barlu ( se prononce: Gah-rig Goon-uk Bar-loo) est une aire protégée dans le Territoire du Nord, sur la péninsule de Cobourg en Australie.
Il a été créé en rejoignant l’ancien parc national de Gurig et le parc marin de Cobourg. Son nom dérive de la langue locale Garig (l'ilgar: langue éteinte iwaidjan), et les mots gunak « terre » et barlu « eau profonde ». 
Il s’agit d’une zone d’importance internationale car il a été le premier parc au monde à être déclaré en vertu de la convention de Ramsar en raison de ses zones humides importantes. Il est classé comme une aire protégée de catégorie II de l’UICN. 

## Géographie

### Situation et dimensions
Le parc national comprend toutes les terres de la péninsule de Cobourg,  les eaux environnantes de la mer d’Arafura et du golfe de Van Diemen ainsi que certaines îles:  l’île Burford, des îles Sir George Hope (Greenhill, Wangoindjung, Warldagawaji, Morse et Wunmiyi), de l’île Mogogout et de l’île Endyalgout.
Hors du parc, sa ville la plus proche est Jabiru et à environ 216 kilomètres (à vol d'oiseau) au nord-est de Darwin, la capitale du territoire. Le parc est à 8 heures de routes de Darwin.

### Climat
D'un climat tropical, le parc connaît donc deux saisons, une saison sèche, entre mai et octobre, ce sont les mois les plus secs et où les températures sont les plus chaudes, bien que les mois de juin et juillet soient en général les plus frais, et une saison humide, de novembre à avril, avec des orages fréquents, l'humidité est en moyenne très élevée, la moyenne d'ensoleillement est faible. Le mois de novembre est considéré comme le plus chaud de l'année tandis qu'entre décembre et mars, les précipitations sont les plus hautes.
| Mois                              | jan | fev | mars | avril | mai | juin | jui | août | sept | oct | nov | dec | année |
| --------------------------------- | --- | --- | ---- | ----- | --- | ---- | --- | ---- | ---- | --- | --- | --- | ----- |
| Température minimale moyenne (°C) | 26  | 26  | 25   | 24    | 22  | 20   | 19  | 19   | 21   | 23  | 25  | 26  | 23    |
| Température maximale moyenne (°C) | 32  | 31  | 32   | 32    | 32  | 31   | 31  | 32   | 34   | 35  | 35  | 34  | 32,6  |
| Précipitation (mm)                | 264 | 233 | 137  | 68    | 6   | 0    | 0   | 0    | 1    | 5   | 23  | 164 | 75,1  |
| Vitesse du vent en moyenne (km/h) | 18  | 18  | 16   | 20    | 25  | 26   | 26  | 24   | 20   | 17  | 14  | 15  | 19,9  |
| Source: Relevé par meteoblue      |     |     |      |       |     |      |     |      |      |     |     |     |       |

## Histoire
Les archéologues s’entendent généralement pour dire que les Autochtones vivent dans la région depuis 40 000 ans.
Les commerçants de Macassan ont visité la région régulièrement pendant des siècles. 
En 1838, la première colonie britannique de Victoria a été établie à Port Essington et a duré dix ans. Diverses industries se sont développées depuis, y compris les industries pastorale, perlière, du bois et touristique.
Le parc protège la première zone humide à être reconnue comme zone humide d’importance internationale en vertu d’un accord international, la convention de Ramsar. Elle a été enregistrée le 8 mai 1974.
Le parc regorge des sites d’une importance archéologique nationale.

## Milieu naturel
Le Garig Gunak Barlu présente une importante diversité d'écosystèmes, dû à sa situation géographique et à son climat.

### Faune
La faune du parc national est principalement marine. Entouré par la mer d’Arafura et du golfe de Van Diemen, de nombreuses espèces de la faune australienne sont présentes, ainsi que de nombreuses espèces locales communes comme le maquereau, le carangue à grosse tête, des requins, des poissons de récifs... Parmi les espèces marines, le parc protège des espèces rares, dont le dugong et six tortues marines (la caouanne, la tortue imbriquée, la tortue olivâtre, la tortue luth et la tortue à dos plat). On peut y trouver des crocodiles, c'est pour cela que la baignade y est interdite.

Côté animaux terrestres, les espèces sont également très variés. Le parc est reconnue principalement pour l'observation des oiseaux où l'on peut y voir plus de 200 espèces différentes, il abrite également le plus grand troupeau sauvage de Banteng (qui est une espèce en voie de disparition dans leur habitat naturel).

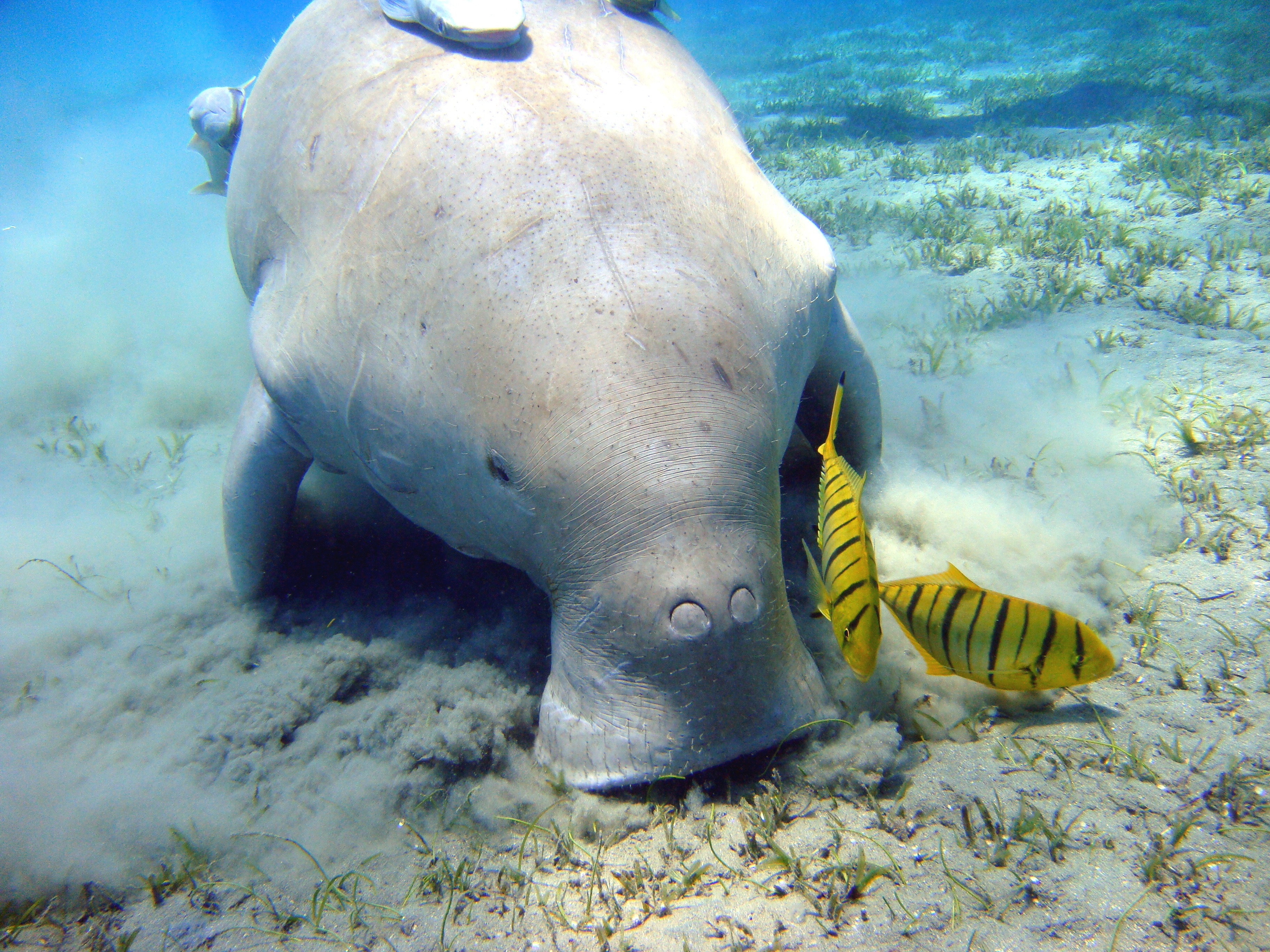
Dugong
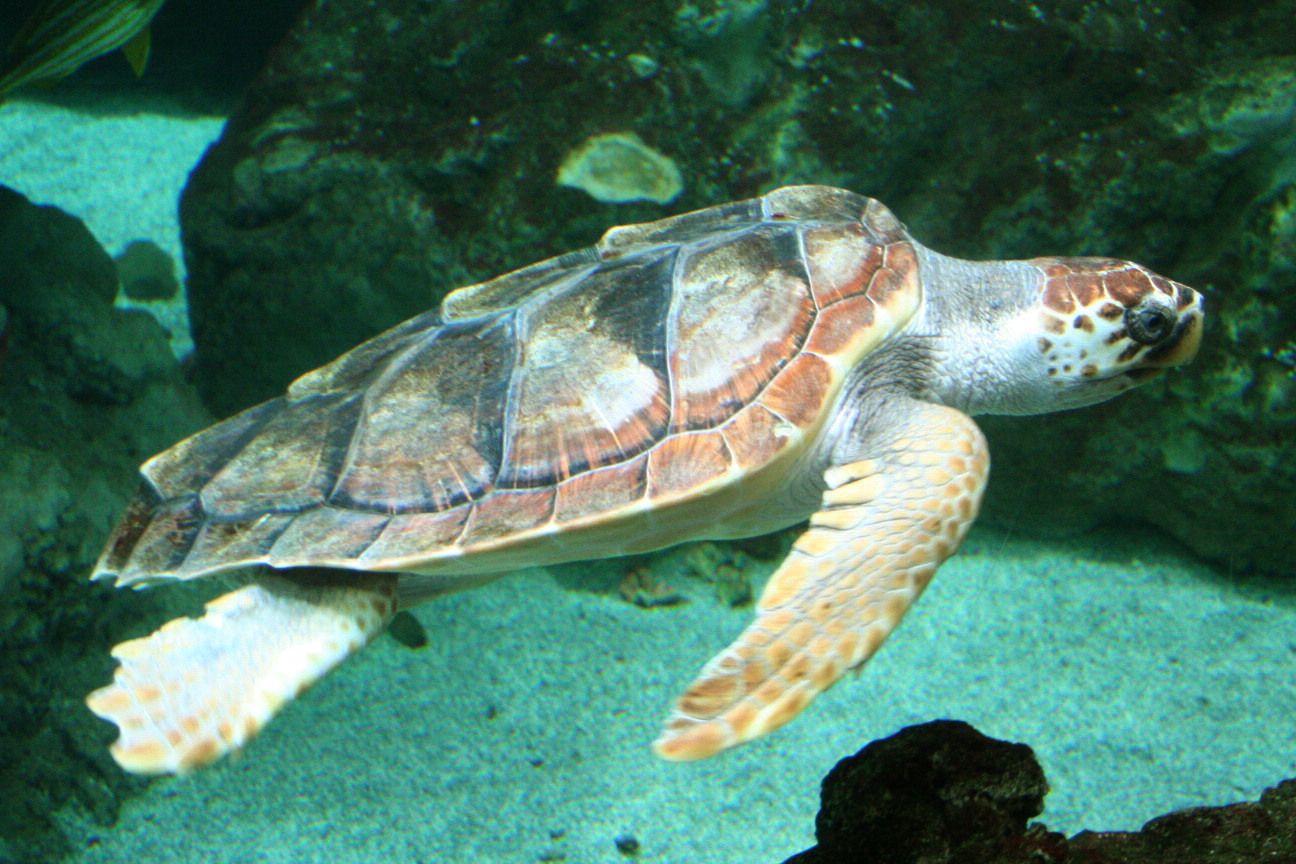
Caouanne
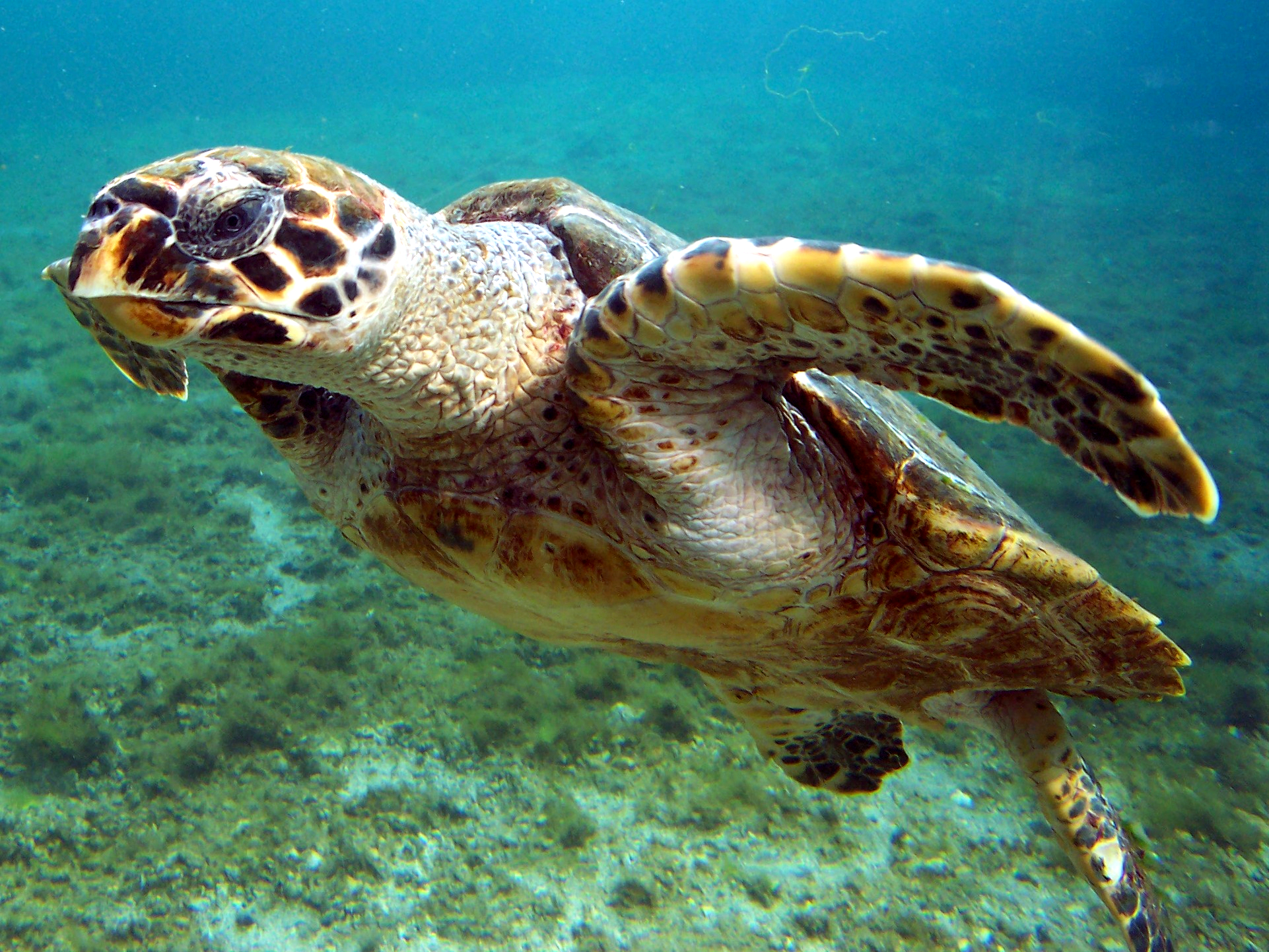
Tortue imbriquée
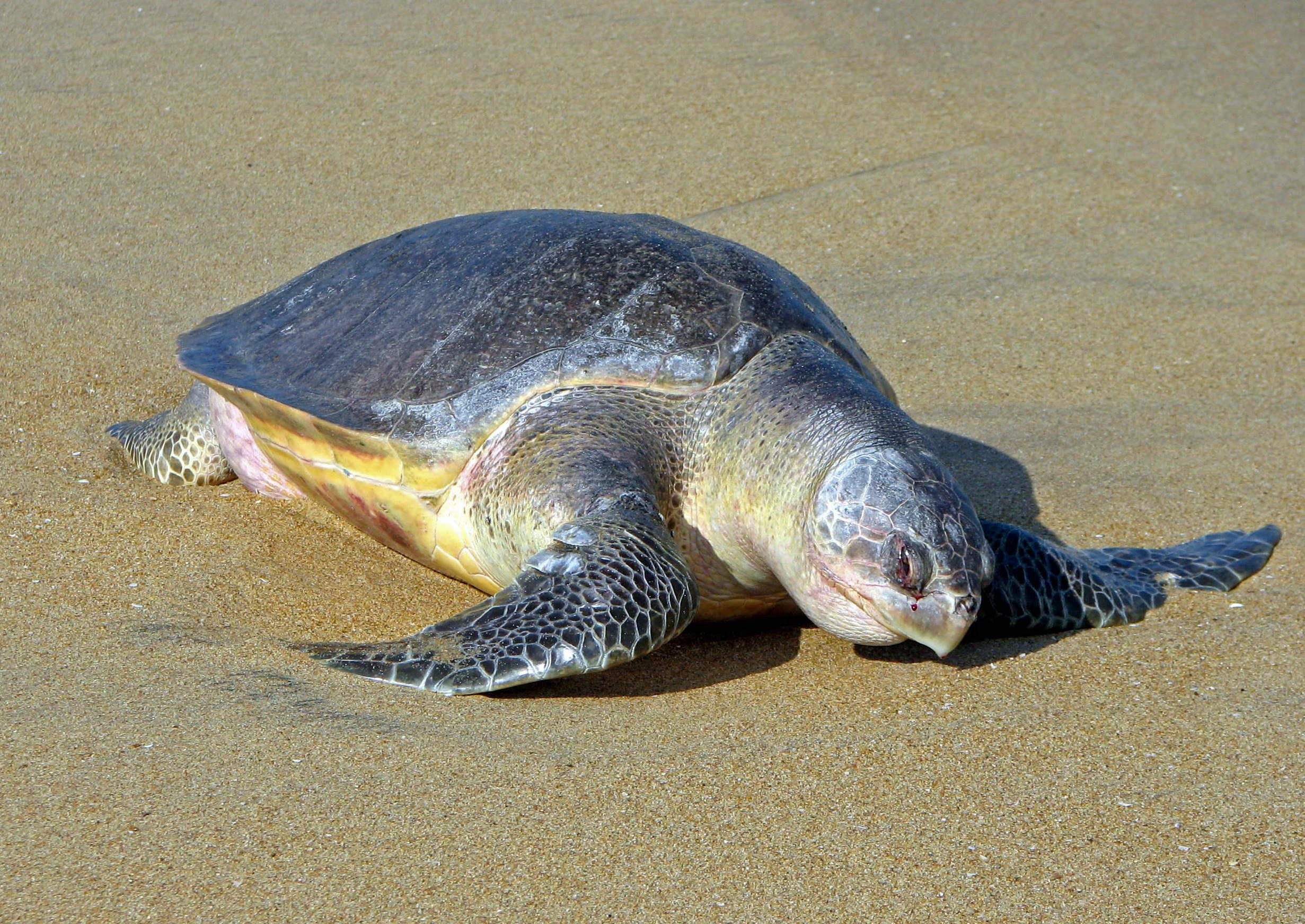
Tortue olivâtre
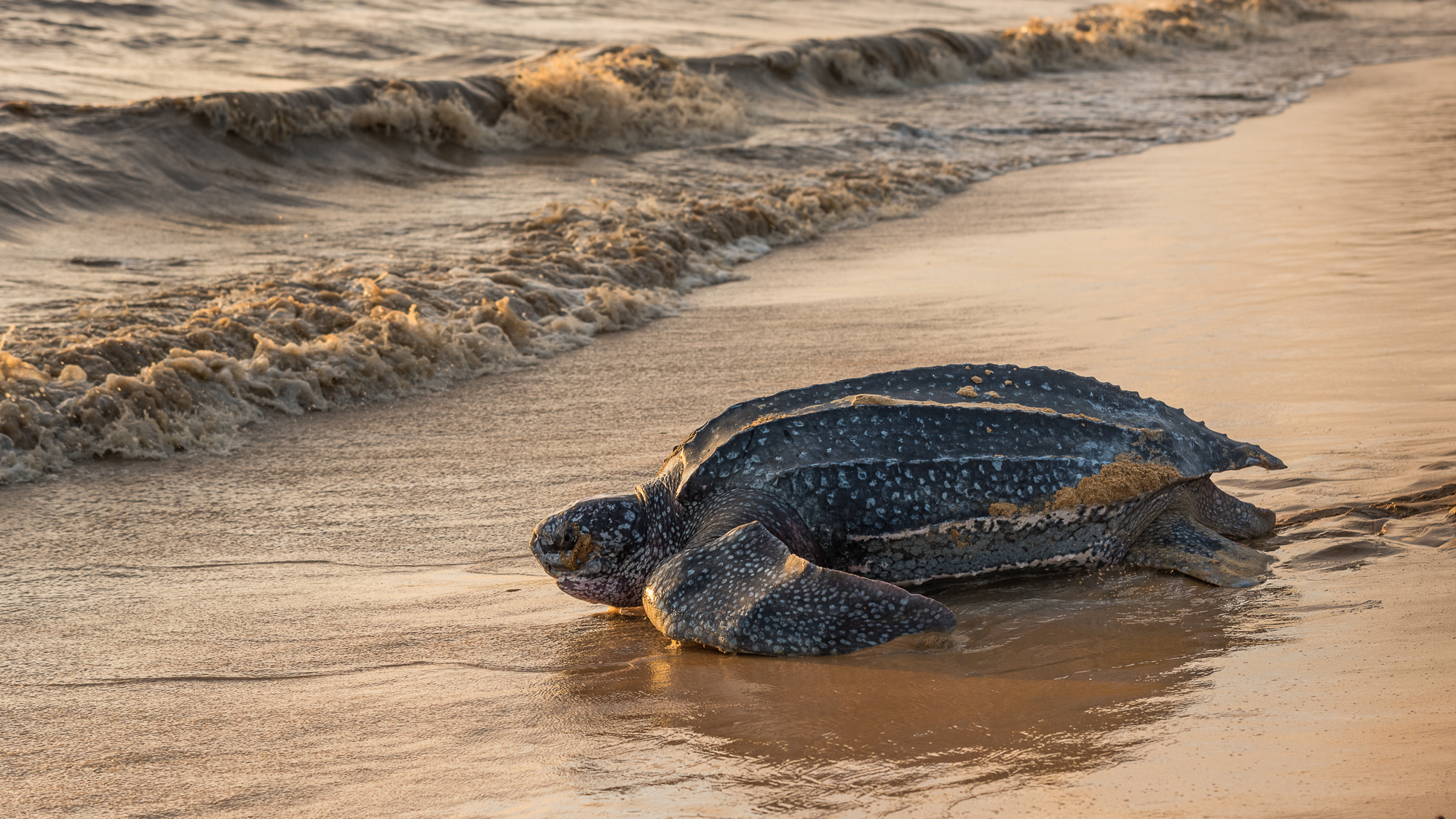
Tortue Luth
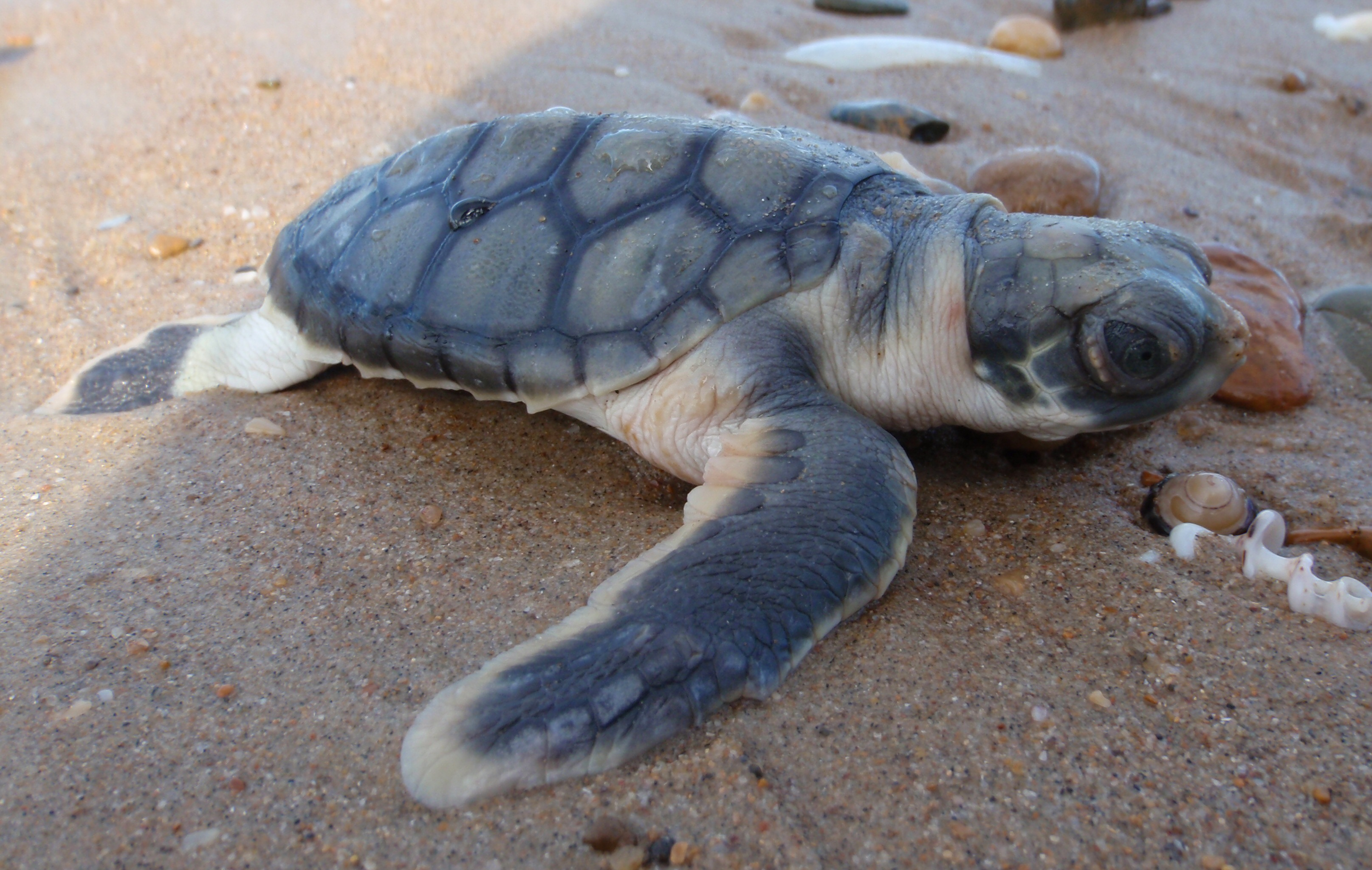
Nouveau né: tortue à dos plat
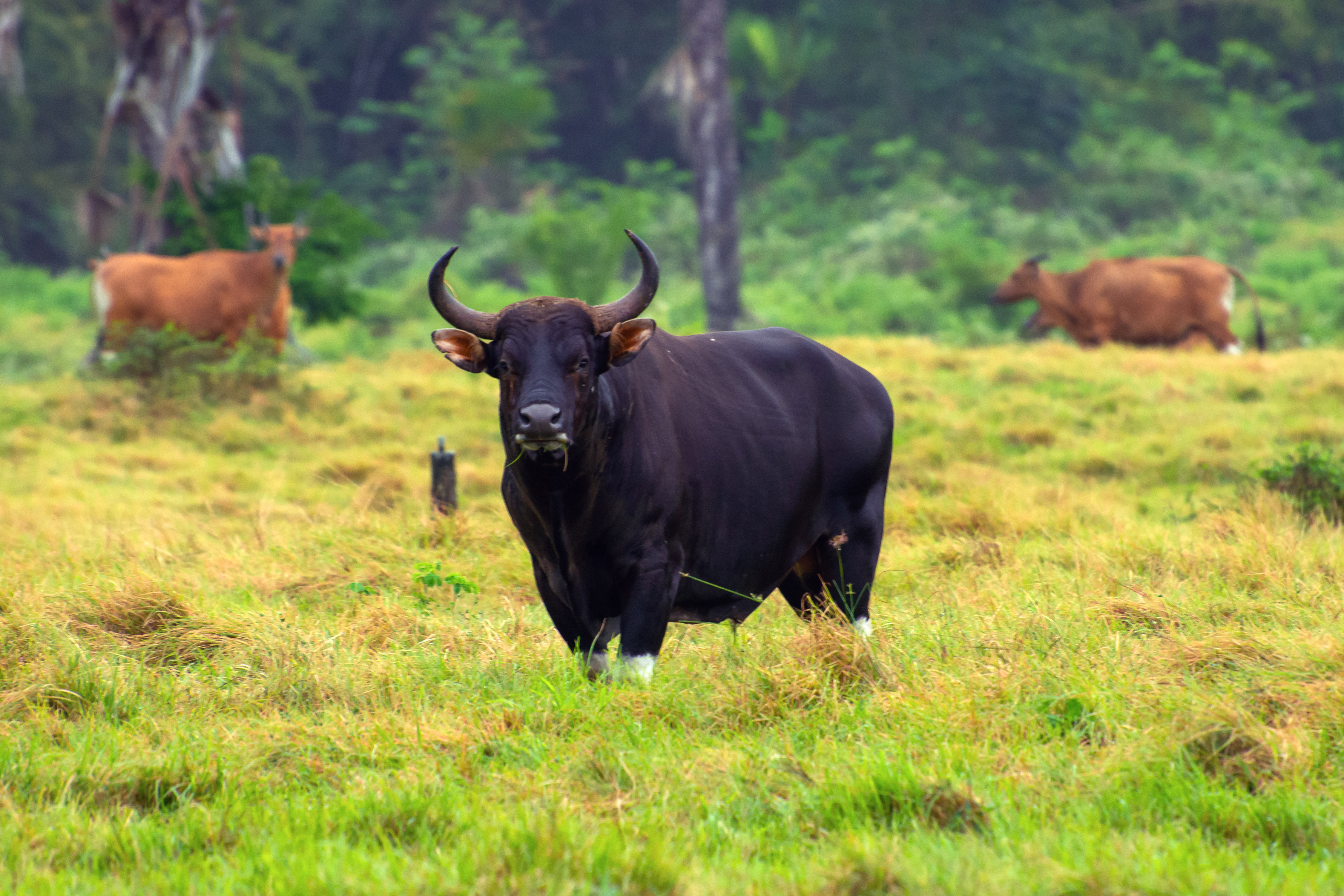
Banteng

## Sites
Les sites naturels du parc sont autant nombreux que différent, côté mer, il y a des plages de sable, des lagunes, des prairies d'herbes marines, des récifs coralliens. Côté terre, il y a des dunes et les prairies côtières associées, des mangroves, des marécages, des parcelles de forêt tropicale. Parmi eux, certains sont inaccessibles comme les récifs qui sont souvent non marqués et inexplorés et facilement couverts par les marées.
Le parc compte également des sites créés par l'Homme :
- Colonie de Victoria : ruines d’une ancienne colonie du nord de l’Australie. Accessible uniquement par bateau

### Lieux importants
- Cape Don Light
- Port Essington

### Galerie

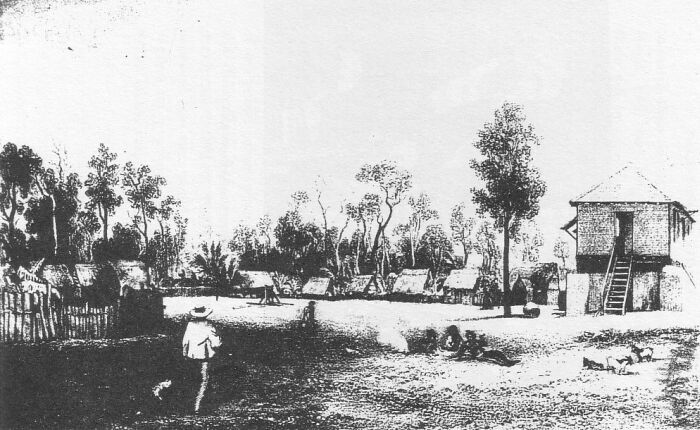
Port Essington en 1845
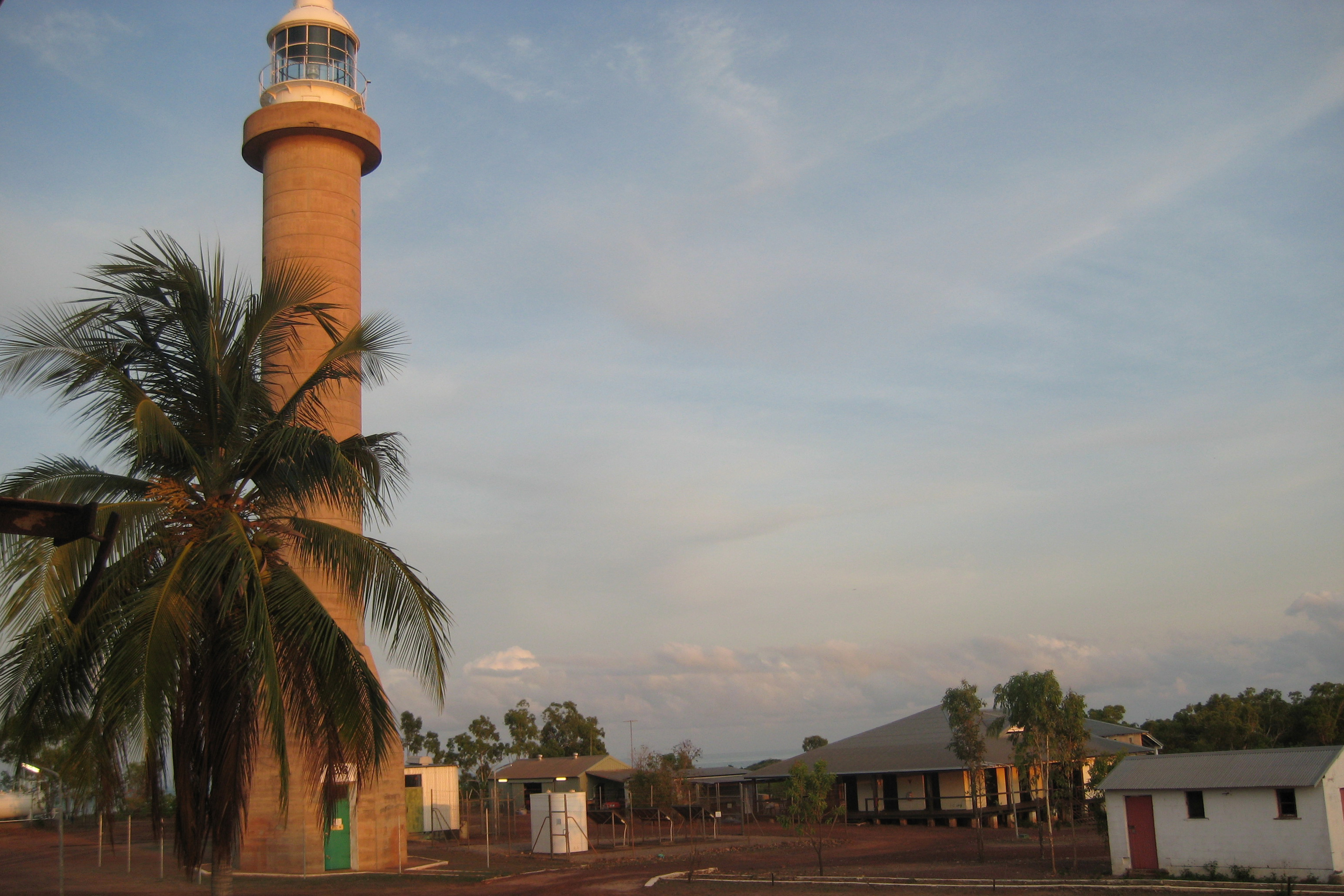
Cape Don Light

## Tourisme

### Activités
Le parc est réputé principalement pour la randonnée où l'on peut même camper dans l'un des deux campings du parc; le parc propose des activités guidée offerte entre mai et septembre, la pêche où il est possible de pêcher de nombreuses espèces d'animaux marins communes (comme le maquereau, le poisson-reine, le carangue, le requin, le vivaneau et une variété de poissons de récif), la photographie pour ses paysages diverses, l'observation, principalement d'oiseaux, mais également les paysages, et des expositions au Black Point Cultural Centre sur les aborigènes, makassar et européens de la zone.

### Infrastructures

#### Accessibilité
Le parc est accessible via la terre d’Arnhem, les moyens de transports pour y accéder sont: 
- L'avion: La piste d’atterrissage se trouve à 2 km du terrain de camping et à 5 km de Black Point. Il est également possible de survolé le parc.
- Le bateau: Le parc est à deux jours de navigation de Darwin.
- La voiture (4x4 uniquement). Route non goudronnée, ouverte pendant la saison sèche (mai - septembre), et en fonction des pluies et des raisons cérémonielles

#### Séjourner
Le parc possède 2 campings et 1 hôtel à proximité ; Le Seven Spirit Bay